# Sever Pop (avocat)
Sever Pop (n. 1884, Baita - d. ?) a fost un deputat în Marea Adunare Națională de la Alba Iulia, organismul legislativ reprezentativ al „tuturor românilor din Transilvania, Banat și Țara Ungurească”, cel care a adoptat hotărârea privind Unirea Transilvaniei cu România, la 1 decembrie 1918.

## Biografie
Născut într-o familie de țărani agricultori, dintr-un tată preot ce s-a remarcat drept un luptător activ al cauzei națiunii române din zona Sălajului. După terminarea studiilor, în anul 1912, își deschide propriul cabinet de avocatură, în Halmeu, județul Ugocea. În anul 1915 se însoară cu fiica preotului din Turț, Ioan Hotea, de origine din Giulești, județul Maramureș. În anul 1918, împreună cu Doboși Ioan, avocat tot în Halmeu, organizează plasa și județul Ugocea, ținând adunarea de constituire la 17 noiembrie 1918 în comuna Turț. Tot el este cel care organizează și Garda Națională în această zonă. În cadrul adunării de constituire din comuna Turț, este delegat împreună cu alți 4 inși, pentru Adunarea de la Alba Iulia din 1 decembrie 1918. Este ales, la propunerea lui Gheorghe Pop de Băsești, membru al Marelui Sfat Național, în data de 1 decembrie 1918. Din anul 1912, până în anul 1921, practică avocatura la Halmeu, urmând ca mai apoi să-și mute biroul la Șomcuta-Mare, în județul Satu Mare, de unde se va muta iarăși, la 3 septembrie 1943, în Baia de Arieș, județul Cluj-Turda.